# Shin'yō wakashū
La Shin'yō wakashū 新葉和歌集 (Nouvelles feuilles waka) est une collection de poèmes waka de l'époque Nanboku-chō compilée par Munenaga Shinnō vers 1381. Bien que commissionnée par l'empereur Chōkei (1368-1383) de la Cour du Sud, la collection ne fait pas partie des Nijūichidaishū, c'est-à-dire les vingt-et-une anthologies impériales, pour des raisons politiques : les anthologies officielles ont été commandées par la Cour du Nord rivale et les shoguns Ashikaga.
La Shin'yō wakashū comprend 20 livres et 1 420 poèmes. Les poèmes inclus sont essentiellement issus de l'école poétique Nijō, mais y s'y trouve un nombre non négligeable de poèmes de la classe des guerriers.